# Fundación Nacional para la Democracia
La Fundación Nacional para la Democracia (en inglés: National Endowment for Democracy, NED) es una organización estadounidense fundada en 1983 a iniciativa del Congreso para financiar proyectos que promuevan la democracia liberal en el mundo. Es la organización más conocida dedicada a la promoción de la democracia.
La fundación fue creada para contribuir a la lucha anticomunista durante la Guerra Fría. Hasta entonces, la Agencia Central de Inteligencia (CIA) llevaba a cabo este tipo de financiación. Sin embargo, desde los años 1960 se vio envuelta en escándalos que llevaron al Congreso a limitar sus actividades.

## Historia

### Antecedentes
Tras la Segunda Guerra, durante la Guerra Fría, Estados Unidos llevó a cabo operaciones encubiertas en Europa contra el comunismo, enviando asesores, equipamiento y financiación para periódicos y organizaciones. A finales de los años 1960 varios periodistas revelaron algunas de estas operaciones tapadera, como el Congreso por la Libertad de la Cultura. Ante este escándalo, la administración Johnson decidió cancelar este tipo de operaciones.
En 1967 el congresista demócrata Dante Fascell propuso una ley para crear un instituto de asuntos internacionales que financiase abiertamente programas para «promover los valores democráticos» en otros países. La ley fue rechazada pero fue el inicio de un debate sobre el desarrollo de nuevas formas de ganar la batalla ideológica contra la Unión Soviética. Durante los años 1970 este debate comenzó a tomar como modelo la República Federal Alemana, donde el gobierno financiaba fundaciones asociadas a los cuatro principales partidos políticos para apoyar a sus homólogos ideológicos en otros países.
En 1982 Ronald Reagan dio un discurso en el parlamento del Reino Unido en el que propuso una iniciativa para promover la «infraestructura de la democracia (el sistema de prensa libre, sindicatos, partidos políticos y universidades» y anunció el comienzo de un estudio de la American Political Foundation para «determinar la mejor forma de que Estados Unidos contribuya, como nación, a la campaña global por la democracia.[cita requerida]» El estudio fue financiado con 300.000 dólares de la Agencia para el Desarrollo Internacional y fue conocido como el Programa Democracia (en inglés: Democracy Program). Las conclusiones del estudio recomendaron la creación de una fundación privada bipartidista que distribuyese fondos a otras organizaciones para la «promoción de la democracia» en el extranjero.

### Creación
Tras la aprobación del congreso, la Fundación Nacional para la Democracia (NED) fue creada en noviembre de 1983 con una financiación anual de 31.3 millones de dórales. La distribución de fondos de la NED se realiza principalmente mediante cuatro organizaciones:
- El Centro Internacional para la Empresa Privada (CIPE) creado por la Cámara de Comercio.
- El Instituto de Sindicatos Libres (FTUI) creado por la Federación Estadounidense del Trabajo y Congreso de Organizaciones Industriales (AFL-CIO).
- El Instituto Nacional Demócrata para los Asuntos Internacionales (NDIIA) asociado al Partido Demócrata.
- El Instituto Nacional Republicano para Asuntos Internacionales (NRIIA) asociado al Partido Republicano.

Excepto el FTUI, la creación del resto de organizaciones formó parte del plan de creación de la NED. Inicialmente todos ellos tenían representación directa en los órganos de decisión de la NED, aunque posteriormente se evitó esta vinculación.
Su primer presidente fue Carl Gershman.

## Estructura
A pesar de estar creada y financiada por el Congreso de los Estados Unidos, la Fundación Nacional para la Democracia (NED) es formalmente una organización no gubernamental. El objetivo de esta independencia formal es poder trabajar en situaciones en las que los organismos públicos no se pueden involucrar, así como adaptarse a situaciones de rápidos cambios.
La NED cuenta con cuatro institutos a través de los que canaliza la mayor parte de sus fondos:
- El Centro de Solidaridad de la Federación Estadounidense del Trabajo y Congreso de Organizaciones Industriales (AFL-CIO) que trabaja en el movimiento sindical.
- Centro Internacional para la Empresa Privada (CIPE) afiliado a la Cámara de Comercio que trabaja en el sector privado a través de organizaciones patronales.
- Instituto Nacional Demócrata asociado al Partido Demócrata.
- Instituto Republicano Internacional asociado al Partido Republicano.

## Actividad

### América Latina

#### Chile

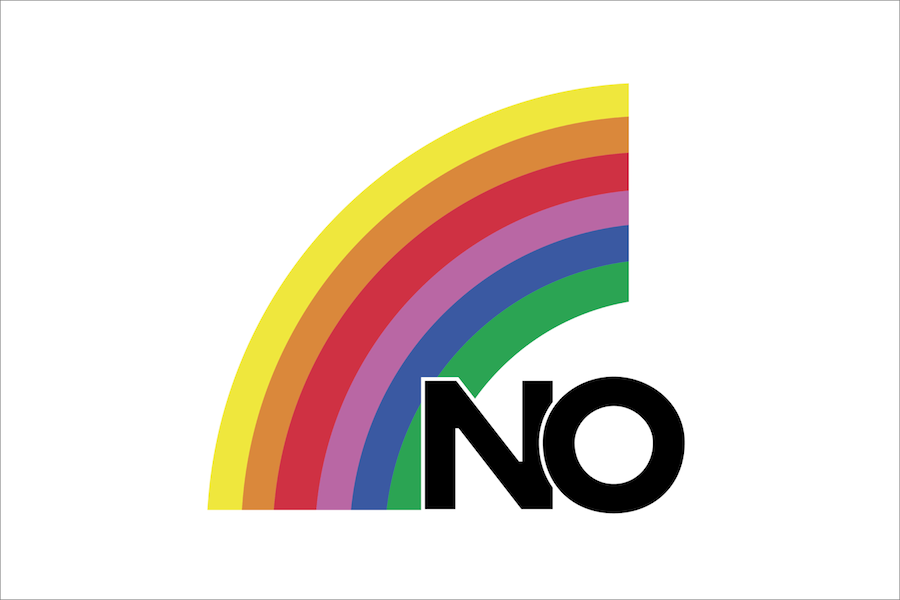
El NED apoyó a la opción "No" en el plebiscito chileno de 1988.

La NED junto al Instituto Nacional Demócrata para los Asuntos Internacionales aportaron un millón de dólares a la campaña del No y enviaron observadores al plebiscito de 1988 los cuales ayudaron a generar un sistema de conteo paralelo en conjunto a centros de pensamiento alemanes y el "Comité por las Elecciones Libres".

#### Cuba
Entre los años 1990 y 1992 la NED donó un cuarto de millón de dólares a la Fundación Nacional Cubano-Americana (CANF), un grupo que se opone férreamente al gobierno de Fidel Castro.

#### Haití
En las elecciones de 1990 en Haití la NED apoyó a Marc Bazin (que había trabajado en el Banco Mundial), proporcionándole una gran parte de sus fondos, cuya cantidad fue estimada en 36 millones de dólares. A pesar de esta gigantesca ayuda financiera solo obtuvo el 12% de votos, siendo ampliamente derrotado por el izquierdista Jean-Bertrand Aristide. 

#### Nicaragua
Durante los años 1980, la NED llevó a cabo programas en Nicaragua complementarios a las operaciones de apoyo estadounidense a la contra.

#### Panamá
En 1984 la NED concedió fondos a un candidato presidencial panameño apoyado por el dictador Manuel Noriega y la Agencia Central de Inteligencia. Luego, el Congreso estadounidense creó una ley que prohibía a la NED usar sus fondos para financiar las campañas de candidatos para ministerios públicos. 

#### Venezuela
En 2004 el gobierno venezolano publicó documentos que demostrarían que la NED concedió fondos en forma de donaciones a grupos de oposición en el país, como la ONG Súmate en los años 2000 a 2001. La NED también habría financiado encuestas favorables a la oposición venezolana sobre el referéndum presidencial que se desarrolló en 2004, que finalmente fue ganada por el presidente Hugo Chávez.[cita requerida]

### Asia

#### Afganistán
Durante los años 1980, la NED llevó a cabo programas en Afganistán complementarios a las operaciones de apoyo estadounidense a la insurgencia muyahidín.

#### Filipinas
En los años 1980, ante el temor de una revolución organizada por el Partido Comunista de las Filipinas y el Nuevo Ejército del Pueblo, Estados Unidos promovió una transición controlada de la dictadura de Ferdinand Marcos a un nuevo régimen democrático. Entre 1984 y 1990, la NED y otras organizaciones estadounidenses dedicaron, al menos, nueve millones de dólares a organizaciones filipinas. Entre ellas, la Cámara de Comercio e Industria de Filipinas (PCCI), el Congreso de Sindicatos de Filipinas (TUCP), clubes de la juventud, la organización de mujeres KABATID y el Movimiento Nacional de Elecciones Libres (NAMFREL).

### Europa

#### España
Durante los años 1980 financió el sindicato Eusko Langileen Alkartasuna-Solidaridad de los Trabajadores Vascos a través del Free Trade Union Institute para enfrentarse al «movimiento separatista ETA» y servir «como una fuerza moderadora en la región contra los sindicatos vascos radicales y el sindicato Comisiones Obreras de orientación comunista». El sindicato recibió por esta vía una cantidad indeterminada en 1984, 259.687 dólares en 1985, 86.149 en 1986, 119.680 en 1987 y 131.690 en 1988.

#### Portugal
En los años 1980, la NED llevó a cabo programas en las regiones de Portugal que estaban «dominadas por comunistas.»